# Shorttrack-Weltmeisterschaften 1982
Die Shorttrack-Weltmeisterschaften 1982 fanden vom 2. bis zum 4. April 1982 im kanadischen Moncton statt. Alle vier Titel gingen an Athleten aus Kanada: Bei den Frauen siegte Maryse Perreault im Mehrkampf, bei den Männern Guy Daignault. Auch die kanadischen Frauen- und Männerstaffeln waren erfolgreich.

## Ablauf
Im Rahmen der Shorttrack-WM 1982 wurden Einzelrennen über 500, 1000, 1500 und 3000 Meter (jeweils Frauen und Männer) sowie Staffeln über 3000 Meter (Frauen) und 5000 Meter (Männer) gelaufen. Die Finalteilnehmer auf jeder Einzelstrecke erhielten gemäß ihrer Platzierung Punkte (fünf für den Sieger, drei für den Zweiten, zwei für den Dritten und einen für den Vierten), die zusammengerechnet eine Gesamtwertung ergaben. Die besten Athleten dieser Wertung nach den ersten drei gelaufenen Distanzen qualifizierten sich für das Superfinale über 3000 Meter. Die Erstplatzierten der Einzelstrecken werden von der ISU nicht als Weltmeister geführt, sondern ausschließlich die Sieger der Gesamtwertung (= des Mehrkampfes) und der Staffeln.
Kanadische Athleten bestimmten die Weltmeisterschaft: Auf allen acht Einzelstrecken gab es einen kanadischen Doppelsieg, im Mehrkampf gingen jeweils alle drei Medaillen an Sportler aus dem Gastgeberland, die zudem beide Staffeln für sich entschieden. Eine wesentliche Rolle bei der Dominanz der kanadischen Läufer spielte ihr Material. Sechs der acht Teammitglieder trugen Kunststoffschlittschuhe der Marke Laberge, die den konventionellen Schlittschuhen aus Leder überlegen waren. Die Mehrkampfgoldmedaillen gewannen die 17-jährige Maryse Perreault aus Sherbrooke und Guy Daignault aus Montreal.

## Ergebnisse

### Frauen
| Wettbewerb         | Gold                                                                                 | Gold        | Silber                                                                     | Silber      | Bronze                                                                       | Bronze      |
| Wettbewerb         | Sportlerin                                                                           | Leistung    | Sportlerin                                                                 | Leistung    | Sportlerin                                                                   | Leistung    |
| ------------------ | ------------------------------------------------------------------------------------ | ----------- | -------------------------------------------------------------------------- | ----------- | ---------------------------------------------------------------------------- | ----------- |
| 500 Meter          | Sylvie Daigle                                                                        | 0:49,30 min | Maryse Perreault                                                           | 0:49,46 min | Louise Begin                                                                 | 0:50,40 min |
| 1000 Meter         | Maryse Perreault                                                                     | 1:50,09 min | Sylvie Daigle                                                              | 1:50,17 min | Louise Begin                                                                 | 1:51,28 min |
| 1500 Meter         | Maryse Perreault                                                                     | 2:48,10 min | Louise Begin                                                               | 2:48,61 min | Mika Katō                                                                    | 2:48,67 min |
| 3000 Meter         | Louise Begin                                                                         | 5:43,26 min | Maryse Perreault                                                           | 5:43,30 min | Mika Katō                                                                    | 5:44,57 min |
| Gesamtwertung      | Maryse Perreault                                                                     | 16 Punkte   | Louise Begin                                                               | 12 Punkte   | Sylvie Daigle                                                                | 8 Punkte    |
| 3000-Meter-Staffel | KanadaMaryse Perreault Louise Begin Sylvie Daigle Nathalie Grondin Marie-José Martin | 5:00,69 min | JapanMiyoshi Katō Mika Katō Tsugumi Watanabe Eiko Shishii Mariko Kinoshita | 5:08,45 min | AustralienGail Sandercock Eva Fabian Judy-Ann Baber Jenny Weir Pam Cavanaugh | 5:14,14 min |

### Männer
| Wettbewerb         | Gold                                                                        | Gold        | Silber                                                                             | Silber      | Bronze                                                                                    | Bronze      |
| Wettbewerb         | Sportler                                                                    | Leistung    | Sportler                                                                           | Leistung    | Sportler                                                                                  | Leistung    |
| ------------------ | --------------------------------------------------------------------------- | ----------- | ---------------------------------------------------------------------------------- | ----------- | ----------------------------------------------------------------------------------------- | ----------- |
| 500 Meter          | Guy Daignault                                                               | 0:45,69 min | Gaétan Boucher                                                                     | ohne Zeit   | Louis Grenier                                                                             | ohne Zeit   |
| 1000 Meter         | Guy Daignault                                                               | 1:41,53 min | Gaétan Boucher                                                                     | 1:41,56 min | Stuart Horsepool                                                                          | 1:43,13 min |
| 1500 Meter         | Guy Daignault                                                               | 2:34,42 min | Gaétan Boucher                                                                     | 2:34,45 min | Steve Merrifield                                                                          | 2:34,48 min |
| 3000 Meter         | Louis Grenier                                                               | 5:34,23 min | Guy Daignault                                                                      | 5:34,32 min | Stuart Horsepool                                                                          | 5:35,68 min |
| Gesamtwertung      | Guy Daignault                                                               | 18 Punkte   | Gaétan Boucher                                                                     | 10 Punkte   | Louis Grenier                                                                             | 8 Punkte    |
| 5000-Meter-Staffel | KanadaGaétan Boucher Louis Grenier Louis Baril Guy Daignault Michel Delisle | 7:52,74 min | NiederlandeMenno Boelsma Tjerk Terpstra Charles Veldhoven Ger Boelsma Joop Wolvers | 8:06,05 min | Vereinigte StaatenDavid Besteman Patrick Moore Martin Pierce Paul Jacobs Steve Merrifield | ohne Zeit   |

## Medaillenspiegel
| Platz | Land               |   |   |   |    |
| ----- | ------------------ | - | - | - | -- |
| 1     | Kanada             | 4 | 2 | 2 | 8  |
| 2     | Japan              | – | 1 | – | 1  |
| 2     | Niederlande        | – | 1 | – | 1  |
| 4     | Australien         | – | – | 1 | 1  |
| 4     | Vereinigte Staaten | – | – | 1 | 1  |
| Total | Total              | 4 | 4 | 4 | 12 |